# Nowe Miasto Lubawskie
Nowe Miasto Lubawskie (Duits: Neumark in Westpreußen) is een stad in het Poolse woiwodschap Ermland-Mazurië, gelegen in de powiat Nowomiejski. De oppervlakte bedraagt 11,61 km², het inwonertal 11.104 (2005).